# Landesliga Hessen 1947/48
Die Landesliga Hessen 1947/48 war die dritte Spielzeit der obersten hessischen Amateurklasse nach dem Zweiten Weltkrieg. Die Saison war der Auftakt der Hessenliga als gesamthessische Liga innerhalb einer einzigen Staffel (wie sie bis heute besteht), nachdem sie in der Vorsaison noch in fünf Staffeln gegliedert war. Zudem wurde erstmals ein hessischer Meister ausgespielt. Die Liga war eine Ebene unterhalb der Oberliga Süd angesiedelt und bildete damit die zweithöchste Ebene des Ligensystems. Alle 14 Vereine gehörten auch in der Vorsaison zur Landesliga.
Hessischer Amateurmeister 1948 wurde der 1. Rödelheimer FC, der außerdem durch einen zweiten Platz in der anschließenden Aufstiegsrunde den Aufstieg in die Oberliga Süd schaffte. Mit dem VfB Friedberg, dem FV 1910 Horas, Eintracht Wetzlar und dem TuS Löhnberg stiegen vier Vereine am Saisonende ab.

## Abschlusstabelle
| Pl. | Verein            | Sp. | Tore  | Punkte |
| --- | ----------------- | --- | ----- | ------ |
| 01. | 1. Rödelheimer FC | 26  | 75:23 | 42:10  |
| 02. | KSV Hessen Kassel | 26  | 68:27 | 40:12  |
| 03. | SG Arheilgen      | 26  | 52:27 | 33:19  |
| 04. | Borussia Fulda    | 26  | 74:43 | 32:20  |
| 05. | SV Darmstadt 98   | 26  | 53:39 | 31:21  |
| 06. | VfL Kassel        | 26  | 53:46 | 30:22  |
| 07. | VfB 06 Großauheim | 26  | 50:39 | 27:25  |
| 08. | CSC 03 Kassel     | 26  | 43:45 | 27:25  |
| 09. | SG Kassel-Nord    | 26  | 56:63 | 25:27  |
| 10. | Germania Bieber   | 26  | 38:51 | 23:29  |
| 11. | VfB Friedberg     | 26  | 38:49 | 21:31  |
| 12. | FV 1910 Horas     | 26  | 42:90 | 14:38  |
| 13. | Eintracht Wetzlar | 26  | 31:67 | 11:41  |
| 14. | TuS Löhnberg      | 26  | 24:88 | 08:44  |